# Laurent Garcias
Laurent Garcias (Sant Llorenç de Cerdans, 14 de novembre del 1779 - Perpinyà, 14 de setembre del 1859) fou un financer i polític nord-català, diputat a la Cambra de Diputats durant la Monarquia de Juliol.

## Biografia
De jove es va establir a Espanya, on va fer fortuna com a banquer, i tornà a la Catalunya Nord durant la Guerra del francès. Es convertí en un ric propietari i va donar suport a la revolució de 1830 a França, de manera que fou elegit diputat pels Pirineus Orientals a la Cambra de Diputats durant la Monarquia de Juliol i nomenat cavaller de la Legió d'Honor.
Pels serveis prestats als liberals espanyols exiliats, la regent Maria Cristina de Borbó el va premiar amb la creu de l'Orde de Carles III el 1838.